# دنيس موريلو
دنيس موريلو (28 أبريل 1992 في البرازيل - ) هو لاعب كرة قدم برازيلي في مركز الهجوم.

## وصلات خارجية
- دنيس موريلو على موقع Soccerway.com (الإنجليزية)
- دنيس موريلو على موقع عالم كرة القدم.نت (الإنجليزية)